# Todah
Todah (hebr. תֹּודָה) – rodzaj ofiary dziękczynnej, wymieniony w Prawie Mojżeszowym, Kpł 7,12

Jeżeli kto składa ją jako ofiarę dziękczynną, to dołączy do tej ofiary dziękczynnej także i placki przaśne rozczynione oliwą i przaśne podpłomyki; z najczystszej mąki, zaprawionej oliwą, będą przyrządzone placki.

Zdaniem wielu teologów, w tym Józefa Ratzingera, Ostatnia Wieczerza Jezusa była połączeniem symboliki Paschy oraz właśnie Todah. Dlatego pierwsi chrześcijanie nazwali Mszę Eucharystią, czyli dziękczynieniem.

Ofiara dziękczynna (hebr. zebah todah) to według najnowszych badań podstawowa postać liturgii eucharystycznej. Człowiek, który doświadczył niebezpieczeństwa śmierci, ale jej uniknął, szedł do Świątyni i składał w ofierze przeznaczone do tego zwierzę. Następnie spożywał je podczas biesiady z przyjaciółmi czy krewnymi. W czasie uczty, dziękując za uratowanie życia, wygłaszał błogosławieństwo Boga. Istotną rolę w tym rytuale odgrywały również dwa inne elementy: użycie chleba kwaszonego - a nie przaśnego, jak w większości ofiar żydowskich, np. paschalnej - i wina, nazywanego „kielichem błogosławieństwa". To właśnie pierwotna postać, pierwowzór chrześcijańskiej Eucharystii - nie sama ofiara ani nie sama uczta, ale zebranie tych elementów w jedną formę. Zwolennikiem tej teorii był m.in. kard. Joseph Ratzinger.